# 弟子丸泰仙

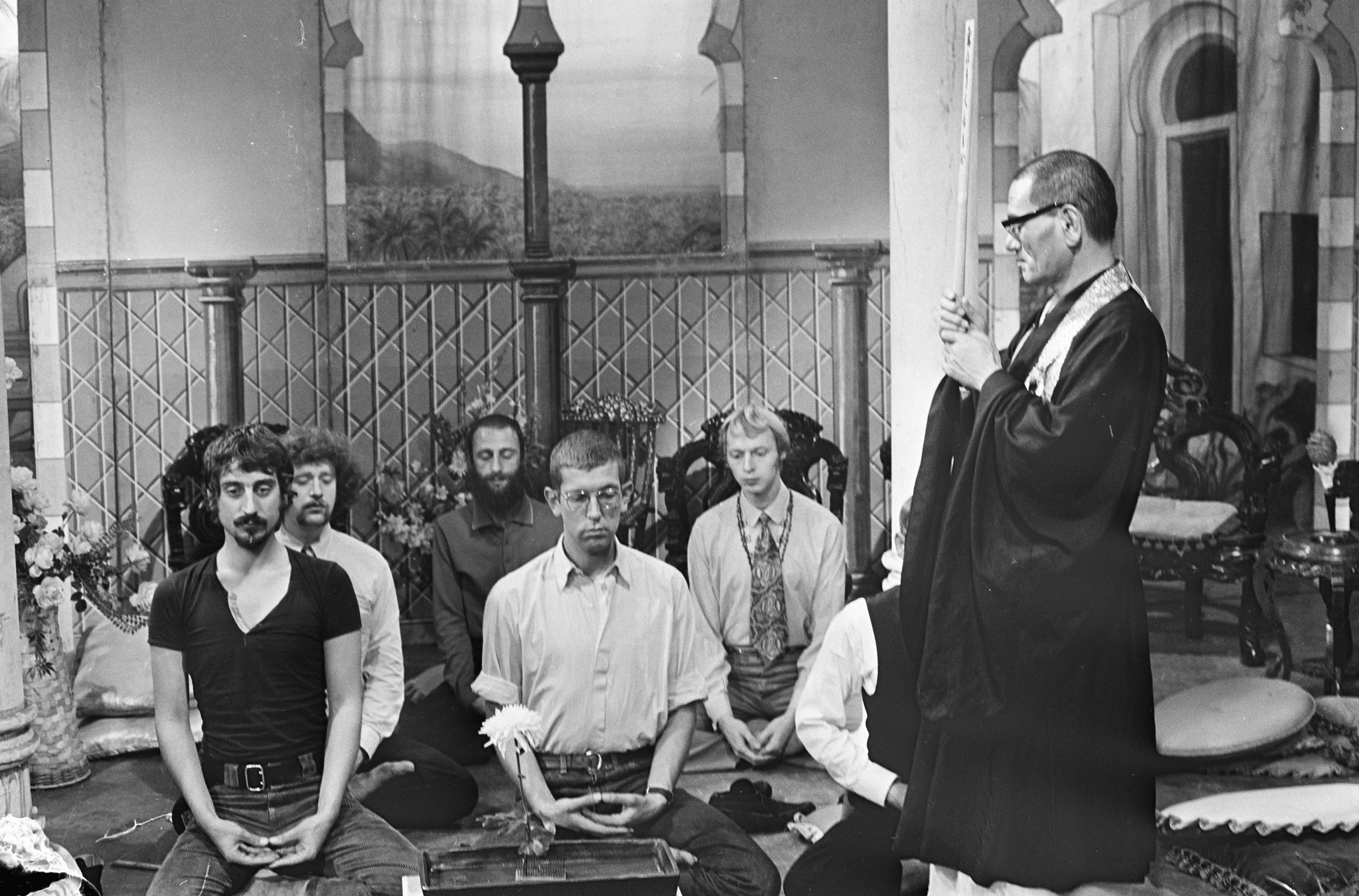
弟子丸泰仙 (オランダ, 1967)

弟子丸 泰仙（でしまる たいせん、1914年 - 1982年4月30日）は、日本の曹洞宗の僧侶である。

## 生涯
1914年に佐賀県に生まれた。彼の母親は熱心な仏教徒であったが、彼の父親は彼にサラリーマンとして人生を送るよう望み、彼は2つの想いの間で揺れ動いた。そんな中、駒澤大学で澤木興道に会い、社会の中で禅を実践するよう勧められた。
彼は実業家として成功し、海外経済協力事業団を設立したり、世界仏教平和運動を大谷光瑞らと共に実施したが、いずれも反対派によって失敗した。
そんな中、澤木興道の晩年に出家し、その死後、遺命によりフランスで禅を布教するを決意し、1967年にシベリア鉄道経由で渡欧。レヴィ・ストロースらの思想家やパブロ・ピカソ、アンドレ・マルローらと交流を持ち、多くの人々が彼の教えを受けた。時の永平寺貫首山田霊林の命により、ヨーロッパ開教総監（現国際布教総監）に任命され、パリ市内に佛国禅寺（現・パリ市内13区）、ブロワ市近郊に禅道尼苑という拠点も設け、1970年にAssociation Zen Internationale（国際禅協会）を設立した。
1979年2月24日、国際勝共連合と自民党の国防関係国会議員が中心となり、「スパイ防止法制定促進国民会議」が設立された。呼びかけ人は木内信胤、朝比奈宗源、宇野精一、郷司浩平、宝井馬琴、三輪知雄の6人。サンケイ会館で設立発起人総会が開かれ、弟子丸は発起人に名を連ねた。
フランス人の弟子約80人を引き連れて長野県佐久市の貞祥寺に禅修に訪れた。墓所は同寺にある。
ヨーロッパ各国に泰西仏教第一道場（1980年）など多くの道場を建て、また多くの著書を執筆した。
弟子にはモーリス・ベジャールなどがいる。
テレビプロデューサーの弟子丸千一郎、映画評論家の西村雄一郎は息子に、建築家の魚谷繁礼は孫にあたる。

## 著作リスト
和文
- 『禅僧ひとりヨーロッパを行く』（春秋社、1971年）
- 『無一物からの挑戦』（文京書房、1973年）
- 『禅と文明』（誠信書房、1973年）
- 『日本人に「喝」』（徳間書店、1981年）
- 『禅の言葉―マルク・ドゥ・スメト』（書と墨絵・弟子丸泰仙　中沢新一・訳　紀伊国屋書店1996年）

欧米文
- La pratique de la concentration（Zen-Retz、1978年）
- La pratique du zen（Albin Michel、1981年）
- Questions a un Maitre Zen（Zen-Retz、1981年）